# Pyrostria lobulata
Pyrostria lobulata är en måreväxtart som beskrevs av Diane Mary Bridson. Pyrostria lobulata ingår i släktet Pyrostria och familjen måreväxter. Inga underarter finns listade i Catalogue of Life.